# Rocketdyne J–2
A Rocketdyne J–2 egy folyékony hajtóanyagú rakétahajtómű volt, amelyben sikeresen alkalmazták a cseppfolyós hidrogént és oxigént alkalmazó meghajtási módot. A rakétát a NASA megbízásából a Rocketdyne fejlesztette és a Saturn IB, illetve Saturn V rakétában használták az Apollo-program, a Skylab-program és a Szojuz–Apollo-program során.
Ez a hajtómű volt az első, amely beváltotta a korai gondolkodóknak a hidrogén-oxigén hajtásba vetett hitét, miszerint abból számottevően nagyobb hatásfok nyerhető ki, mint a kor más, kerozin hajtású hajtóműveiből. A J–2 első verziói 890kN tolóerőt biztosítottak, amely versenyképes volt más, az űrrepülésekhez használt hajtóművekével. Később, fejlesztések révén a hajtóművel egészen az 1100 kN-os értékig voltak képesek a mérnökök emelni a tolóerőt. A hajtómű fejlesztése 1960-63 között zajlott le, majd a gyártás megindulása után kerülhetett sor a repülési tesztekre. Ezek során a hajtómű meglehetősen megbízhatónak bizonyult, mindössze egyetlen meghibásodást jegyeztek fel a mérnökök. A hajtómű éles alkalmazására, embereket szállító rakétákban 1968-1975 között került sor, amelyek során szintén merültek fel kisebb problémák, sőt hajtóműleállások is, ám ezek nem befolyásolták az azt befogadó Saturn V rakéták és ezen keresztül az amerikai holdprogram sikerességét.
A J–2 legutolsó említésére napjaink űrrepülési programjaiban a Barack Obama elnök által később leállított Constellation programban történt, amikor egy korszerűsített változatát szerették volna a program számára fejlesztett vadonatúj hordozóeszközök egyikében, a Space Launch System egyik fokozatában felhasználni, ám ez a program törlése miatt nem valósult meg.

## Története

### Előzmények
A J–2 hajtómű történetének első lépései a hidrogén és oxigén reakciójából kinyerhető energiára vonatkozó felismeréssel indult. A technika első említése Konsztantyin Ciolkovszkíj alapművéből az Értekezés az úrutazásról című művéből ered, ahol az orosz tudós egy cseppfolyós hidrogénnel és cseppfolyós oxigénnel működő rakétát ajánl, mint a világúr elérésére leginkább alkalmas eszközt. A kísérletek később alá is támasztották az elméletet, a hidrogén/oxigén keverék égése kb. 40%-kal nagyobb fajlagos teljesítményt generál, mint az RP–1, petróleum vagy kerozin alapú üzemanyag égetése.
Az USA-ban 1945 végén írt ki a Haditengerészet Repülési Irodája egy programot, amely egy, cseppfolyós hidrogént és oxigént alkalmazó rakétahajtómű megvalósíthatósági tanulmányáról szólt. Ennek alapján meg is született a javaslat egy ilyen hajtású rakéta megalkotására, amelynek eleve űrhordozó eszköznek szántak. A feladatot elsőként a Kármán Tódor vezette Jet Propulsion Laboratory, amely a megvalósítást az Aerojet Engineering Corporationra bízta. A munka első eredménye egy olyan rakétahajtómű elemekből (injektorból, égéstérből) álló rendszer volt, amely 1,78–13,3 kN közötti tolóerőre volt képes. 1947-ben az Aerojet bemutatta az első, 13,3 kN tolóerővel bíró kísérleti hidrogén–oxigén hajtóművét. (Járulékos probléma volt, hogy cseppfolyós hidrogén sem állt elegendő mennyiségben rendelkezésre. Az éppen erre alapított üzem, amely akkoriban világelsőként, egy négy hónapos időszakban 2406 kg hidrogén előállítására volt képes, amely később egy Saturn V-repülés töredékére sem lett volna elegendő).
A JPL és az Aerojet sikerein felbuzdulva a Navy elindította a HATV (High Altitude Test Vehicle – Nagy Magasságot Elérő Teszt Jármű) programját, amelyre a North American Aviationt bízzák meg. A programból végül soha nem épült valódi rakéta, azonban a kutatási eredményei fontosnak bizonyultak a későbbi fejlesztésekhez.
Egy másik fejlesztési irány is megcélozta a hidrogén–oxigén hajtást, a NACA Lewis Központja és a General Dynamics Corporation Astronautics Division közösen próbálkozott hajtómű fejlesztéssel. A fejlesztés a Centaur nevű rakétafokozatban öltött testet. A Lewis központban Abe Silverstein lett az igazgató és az ő nevéhez fűződik ennek a technikának a fejlesztése. A Lewis Központban többféle irányban folyt a kriogén rakéták kutatása, amikor felmerült az Atlas rakétákon való alkalmazásuk lehetősége, amelyet a General Dynamics fejlesztett. Az elképzelések egy rakéta második (pl. Atlas), vagy harmadik (pl. Saturn) fokozataként irányozták elő egy hidrogén–oxigén hajtású fokozat létrehozását. A munkához a General Dynamics bevonta a Pratt & Whitney hajtóműgyártót is, amelynek műhelyében már formálódott az RL–10 jelű hajtómű. Az első RL–10-es repülési tesztjére 1962. június 9-én került sor.
Kicsit később az RL–10-est kiválasztották, hogy a Saturn I rakéta második fokozatába építve szolgáljon. A korábbi Centaur felső rakétafokozat mintájára, ahol létezett olyan változat, amelybe két hajtóművet építettek, a Saturn I S–IV fokozata hat darab RL–10-est kapott, amelyek így együttesen 400 kN tolóerőt képviseltek.
A NASA érdekkörébe tartozott a nagy tömegek Föld körüli pályára juttatása (míg a haderőnemek követelményeiből ez az ág lassan kiszorult az 50-es évek végére, 60-as évek elejére, így az űrhivatalt továbbra is foglalkoztatta a tény, hogy a hidrogén–oxigén hajtással nagyobb fajlagos tolóerő érhető el. 1959 őszén jelentek meg az űrhivatal berkein belül az első tanulmányok, amelyek egy 665 kN tolóerejű, hidrogén–oxigén hajtású hajtómű megvalósíthatóságát tárgyalták. A tanulmány eredményei később a lehetséges tolóerőt 890 kN-ra növelték, amelyet akár egy, akár több, csokorba kötött hajtómű alkalmazásával is – és így a tolóerő egyetlen rakétafokozatban való többszörözésével – lehetségesnek látszott megvalósítani. Ezek a tanulmányok hamar eljutottak a szintén a NASA-n belül működő Saturn Hordozóeszköz Csoporthoz (Saturn Vehicle Team), ismertebb nevén a Silverstein-bizottsághoz, amely a fejlesztendő nehézrakéták lehetséges fejlesztési irányait kereste és vázolta fel az űrhivatalon belül. A Silverstein-bizottság be is emelte a fejlesztési javaslatai közé a hidrogén–oxigén hajtás ezen lehetőségét 1959. december 15-i jelentésébe. A megvalósíthatóságról szóló tárgyalások a North American Repülőgépgyár Rocketdyne részlegével kezdődtek el és 1960 szeptemberében meg is köttetett a kontraktus.
A Rocketdyne a fejlesztést egy új módszerrel, analitikus komputermodellezéssel kezdte, amelyben számítógéppel szimulálták a hajtómű lehetséges paramétereit. A tényleges fejlesztést a kutatásfejlesztésben amúgy is élen járó, az F–1 és H–hajtóműveket is tervező, Los Angeles-i részleg kapta.

### Fejlesztése

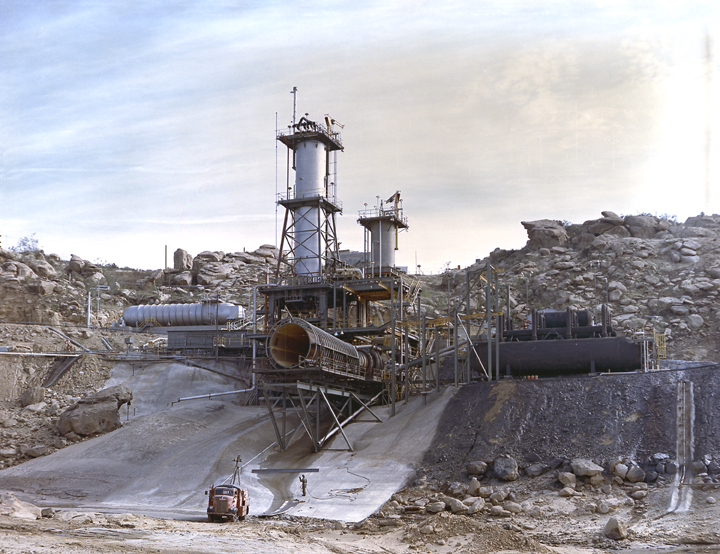
A Santa Susana Fielden felállított rakétateszt állvány

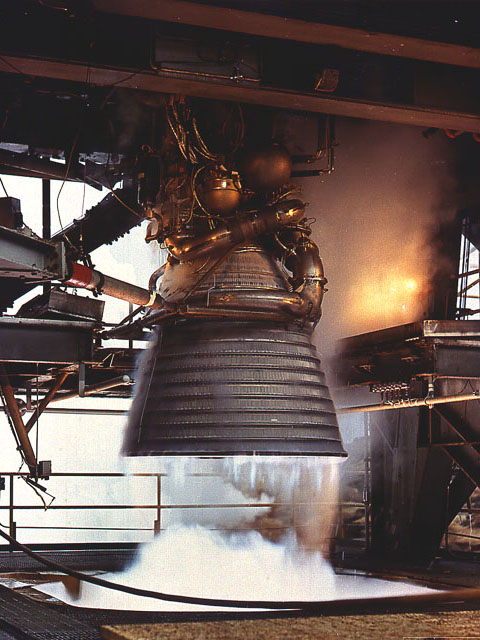
A J–2 működés közben, az egyik statikus rakétateszt során

A hajtómű fejlesztése rohamtempóban indult a Rocketdyne-nál. Két hónappal azután, hogy a cég elnyerte a szerződést a NASA-tól, az első kísérleti hajtómű komponensek megérkeztek a cég tesztbázisára, a Santa Susana Field Laboratoryba, ahol hajtóműtesztekhez alkalmas próbapadok álltak. Az első ún. hot-firing (éles hajtóműteszt) – egyelőre még csak egyes hajtóműkomponensekkel – 1960. november 11-én zajlott le. Hamarosan egy vákuumkamra is megnyitotta a kapuit, ahol a tesztekhez űrbeli körülményeket tudtak szimulálni. Kicsit később a J–2 hajtóműtesztek egy dedikált, csak a hajtómű számára szánt létesítményt kaptak, amely 1961 novemberében nyílt meg.
A hajtómű komponensek korábbi tesztjeivel 1962 végére áll össze annyi tapasztalat, hogy 1963 elején elkezdődhessen az első komplett tervrajzok lefektetése. A feladat kettős volt: egyrészt a hajtóműnek újraindíthatónak kellett lennie, másrészt egy új tervezési filozófia mentén a hajtómű nem egyszerűen egy meghajtó motor volt, hanem egy teljesen integrált rendszer egy rakétafokozaton belül, amely a meghajtáson kívül más funkciókért is felelt. Az utóbbi megoldás elősegítette a hajtóműtervezésnél egyébként is divatos irányelv, az egyszerűsítés érvényesülését, a sok önálló részegység helyett egy integrált rendszer jött létre. Az előbbi problémára pedig egy egyszerű starttartály beszerelése volt a megoldás, amely 1 kg hidrogént tartalmazott, amely az újraindításkor azonnal rendelkezésre állt a hajtómű égéséhez, amíg a főtartályból a csőrendszeren át megérkezett a hidrogén tömegáram. 
Az egyik legnagyobb problémát a hajtómű teljesítmény dimenziói adták. A tervezés jórészt az RL–10-essel szerzett tapasztalatok alapján indult ám az RL–10 67 kN-os teljesítményének előállításához teljesen más üzemanyag-áramlással és hőmennyiségekkel kellett számolni, mint a megcélzott 890 kN esetében. A tervezők például a kerozinhajtásnál már bevált réz tányér injektorokat alkalmazták, ám az új hajtómű esetében a keletkező hő egyszerűen átégette ezt az alkatrészt (a teszteknél azt a jelenséget figyelték meg, hogy a teljesen más hőáramlással járó hidrogén–oxigén égés során zöld lángok jelennek meg az alkatrész körül, ahogy a réz elégett). Az Marshall Űrközpontban a problémára már korábban kutatások indultak, ahol egy Rigi-Mesh nevű anyagot kezdtek el alkalmazni, amelyet a nukleáris alkalmazásokból emeltek át. Kisebb súrlódás keletkezett, amikor a NASA az MSFC megoldását kezdte erőltetni, miközben a Rocketdyne saját fejlesztéssel akart előrukkolni, végül győzött a Rigi-Mesht alkalmazó megoldás és az injektor kiégése megszűnt. A megfelelő anyag kiválasztása mellett egy újabb műszaki megoldás is segítette az átégés megoldását: az injektortányér összesen 614 önálló befecskendező szájból állt össze, amelynek áramlási képét úgy oldották meg, hogy az átfolyó tüzelőanyag kb. 5%-a folyton az injektorszájban megállt, és a szuperhideg folyadék tovább hűtötte az egész injektort.
Az égéstér belépő része több száz csőből épült fel, amelynek optimális kialakításában nagy hasznát vették a komputer támogatta modellezésnek, lényegében az ennek eredményeként létrejött adatokra támaszkodtak. Az injektorba végül 360 csövön keresztül érkezett a –253 C°-os cseppfolyós gáz, ahol az felmelegedett –162 C°-ra és gáz halmazállapotúvá vált. Itt a gáz hatalmas sebesség-változásokon kellett átmenjen: 18 m/s-ról a tágulás miatt 300 m/s-ra nőtt a sebessége az injektor torkáig majd az injektor belépési pontjánál 240 m/s-ra csökkent. A komputer modell nagyban segített a csőrendszer alakjának, hajlatainak optimális kialakításában, amely a leghatékonyabb gázáramlást és hőtani folyamatokat tette lehetővé.
A hajtómű táplálását – sok más, korábbi hajtóműdizájnhoz hasonlóan – turbószivattyúk látták el. A tervezők különválasztották a cseppfolyós oxigén és hidrogén szivattyúrendszerét és a két egységet a hajtómű két átellenes oldalán helyezték el. Ezzel a megoldással elkerülték a korábbi, kompromisszumokra kényszerítő megoldást, amellyel azonos tengelyen helyezték el a szivattyúkat. A két külön szivattyúrendszer kialakításában is különbözött. A cseppfolyós oxigén szivattyú centrifugál szivattyú volt, amely kb. 6000 fordulat/perc sebességgel működött. Ezzel szemben a hidrogénszivattyú, axiális egység volt, amely 25 000 fordulat/perc sebességgel dolgozott. A két rendszer megfelelő kalibrálásával elérhető volt a megfelelő gázkeverék arány. A turbina táplálásáért – és egyben indításkori felpörgéséért – a gázgenerátor volt felelős. A korábbi hajtóműveknél a gázgenerátor indításához elegendő volt a tüzelő és oxidálóanyag-tartály szelepeinek kinyitása és a nyomás beindította a berendezést, ám ezúttal ez kevésnek bizonyult. A megfelelő indításhoz beszereltek egy gömb alakú indítótartályt, amelyben 0,1 köbméternyi nagy nyomású hidrogéngázt helyeztek el és ez felelt az indításért, amíg a főtartályból megérkezett a megfelelő nyomású és mennyiségű gáz.
A fejlesztés 1963 májusáig tartott, amikor megkezdődött a hajtóművek gyártása, annak ellenére, hogy a fejlesztési program még mind a Rocketdyne-nál, mind a Marshall Űrközpontban tovább zajlott. Az első gyártmányokat próbapadi tesztekre szánták, így az első példány 1964 áprilisában érkezett meg az S–IVB-t gyártó Douglas repülőgépgyár Sacramento melletti telepére. A fokozatba való beszerelését követően 1964 decemberében került sor az első tesztre, amelyen rögtön egy teljes működési időtartamú (410 másodperces) gyújtást végeztek el vele. Később a tesztelés egészen 1966 januárjáig folytatódott, amely tesztsorozatban 30 alkalommal indították be a hajtóművet, benne összesen öt olyan próbával, amikor 470 másodpercre emelve a teljes működési időt, teljes idejű tesztindítást szimuláltak. A tesztek során összesen 3774 másodpercnyi működést regisztráltak, amely kb. nyolcszorosan haladta meg a szükségesként előírt élettartamot. A sikeres tesztek végén a hajtómű készen állt az első repülési tesztre az AS–201-en, amelyet 1966 elejére terveztek egy Saturn IB felbocsátásával (amelynek második, S-IVB fokozatában szerepelt a J–2). A tesztek során egyetlen egyszer történt meghibásodás, 1965 júliusa során az egyik hajtóműindítás során a pneumatikus tartóegységek egyikének hibája során idő előtt állt le a hajtómű. A hibát már a következő hónapra kijavították és a következő próba során tökéletesen működött a J–2.
A repülési engedélyt a hajtómű 1966 elején kapta meg és az AS–201-gyel sikeres repülést tudott bemutatni a NASA. A siker nyomán 1966 júliusában a NASA megerősítette a Rocketdyne-nak kötött gyártási szerződését egészen 1968-ig kitolva azt és összesen 155 J–2-t rendeltek meg.

### További fejlesztések

#### J–2S
A Rocketdyne nem elégedett meg a NASA-tól a zsebében levő szerződéssel és az arra fejlesztett hajtóművel, a jövőre való tekintettel elindított egy másik fejlesztési ágat is J–2X jelzéssel még 1964-ben. Ennek lényege a tolóerő tovább emelése volt. A fejlesztések a hajtómű tüzelőanyag ellátására fókuszáltak: a gázgenerátoros táplálást kicserélték az ún. lecsapolásos gázellátásra, amikor az égést és a hajtómű belépő meghajtását az égéstérből visszavezetett forró gázokkal oldották meg. Az ilyen módon elhagyott részegységek miatt tovább egyszerűsödött a hajtómű és nőtt az égés hatékonysága.
A kísérleti hajtómű másik újítása a tolóerő szabályozhatósága volt. Ehhez a tüzelőanyag/oxidálóanyag keverékén változtattak és ennek megvalósítására építettek be egy rendszert. A rendszer mellékterméke egy ún. „üresjárati üzemmód” volt, amelynek során sokkal kisebb teljesítményen működött a hajtómű, amelyet a Föld körüli keringésben való manőverezéshez, vagy a hajtóanyag ülepítéséhez is lehetett használni (ezeket a funkciókat külön manőverező hajtóművek, vagy ülepítő hajtóművek végezték a másik típusoknál). 
A kísérleti program során előállt tervekből meg is építettek néhány prototípust, vagy nullszéria példányt, amely a J–2S jelet kapta és amelyeket tesztcélokra szántak. Összesen hat darab ilyen modell épült, amelyekkel 1965 és 1972 között végeztek próbapadi kísérleteket, amelyek során 30 858 másodpercnyi működési tapasztalatot gyűjtöttek. A fejlesztések az Apollo-program utáni, ám az Apollo hardver felhasználásával történő felhasználásra alapultak, ám 1972-re nyilvánvalóvá vált, hogy az USA felhagy az Apollo–programmal és a későbbiekben teljesen más technikai alapokra helyezi az űrtevékenységét, így a Space Shuttle-programra már nem lesz szükség a J–2-re, így törölték a programot.

#### J–2T
A J–2S fejlesztése nem volt egy lineáris fejlesztés, hanem további fejlesztések indultak és ágaztak el a változatból. Ezek között volt a J–2T változaté is, amelynek rögtön két alváltozata is napvilágot látott. A fejlesztés lényege, hogy a J–2S turbószivattyúit egy vadonatúj, toroidális (gyűrűs) égéstérhez csatolták, valamint a harang alakú hajtóműharangot lecserélték egy aerospike (fordított kúpos) fúvócsőre. Ezzel sikerült további tolóerő növekedést elérni. A J–2–200k változat még ugyan csak 890 kN teljesített, de valós alternatívát nyújtott az egyébként a Saturn V-ben használatos J–2 alapváltozathoz szükség esetére, a következő változat, a J–2–250k már 1100 kN-ra volt képes.
A J–2S-hez hasonlóan ezek a változatok is hosszas próbapadi teszteken estek át, majd az Apollo-érát követő átalakítások folyamán törölték a további fejlesztésüket, vagy felhasználásukat.

#### J–2X
A hajtómű hosszú tetszhalált követően 2007-ben támadt fel J–2X néven. A korábbival azonos nevű, de teljesen más technikai tartalmat hordozó hajtóművet a Constellation programban kívánta alkalmazni a NASA, miszerint a Saturn rakéták J–2-eseinek bázisán, azok továbbfejlesztésével kaphasson egy új hajtóművet. A tervek szerint egy 1310 kN tolóerejű szerkezettel lehetett volna a Constellationhoz fejlesztendő Space Launch System Earth Departure Stage nevű fokozatát meghajtani. A fejlesztést a NASA saját berkein belül kezdte – és állított fel tesztrészleget a célra a Stennis Űrközpontban – 2007. augusztus 23-án. 2007 december és 2008 májusa között régi fennmaradt J–2-esek felhasználásával összesen 9 tesztet végeztek, amellyel előkészítették a J–2X későbbi fejlesztéseit.
Az új hajtóművek tervezési céljai között fő szempont volt, hogy egyszerűbb legyen az ős J–2-esnél és olcsóbb legyen, mint az űrrepülőgépek főhajtóműve. Ennek érdekében eltávolítottak minden berilliumot tartalmazó elemet, modern elektronikát szereltek be, az axiál szivattyút centrifugális turbószivattyúra cserélték, másak lettek az égéstér és a fúvócső arányai, valamint magát az égéstér csövezését is átalakították. A NASA végül 2007. július 16-án jelentette be, hogy a Pratt & Whitney Rocketdyne-nal köt szerződést, 1,2 milliárd dollár értékben, hogy az Ares I és Ares V rakétákhoz „tervezze meg, fejlessze ki, tesztelje és tegye repképessé a J–2X hajtóművet”. A P&W hozzá is látott a munkához és 2008. szeptember 8-án bejelentette, hogy először tesztelte sikerrel az új hajtómű gázgenerátorát, majd tovább a későbbi tesztek sikerességét egészen 2010. szeptember 21-ig.
2010. október 11-én az események más irányt vettek, Barack Obama elnök bejelentette a Constellation-program törlését. Ugyanakkor az amerikai űrkutatási célok között megmaradt a nagy kapacitású Space Launch System kifejlesztése, így a korszerű hajtóműre is szükség volt továbbra is, így a hajtóműfejlesztést nem érintette a program leállítása. Az új hajtómű próbaindítására 2011 júniusában került sor. míg az első teljes időtartamú (499,97 másodperces) próbapadi hajtóműindítás 2011. november 9-én történt meg.

## Felépítése

### Égéstér

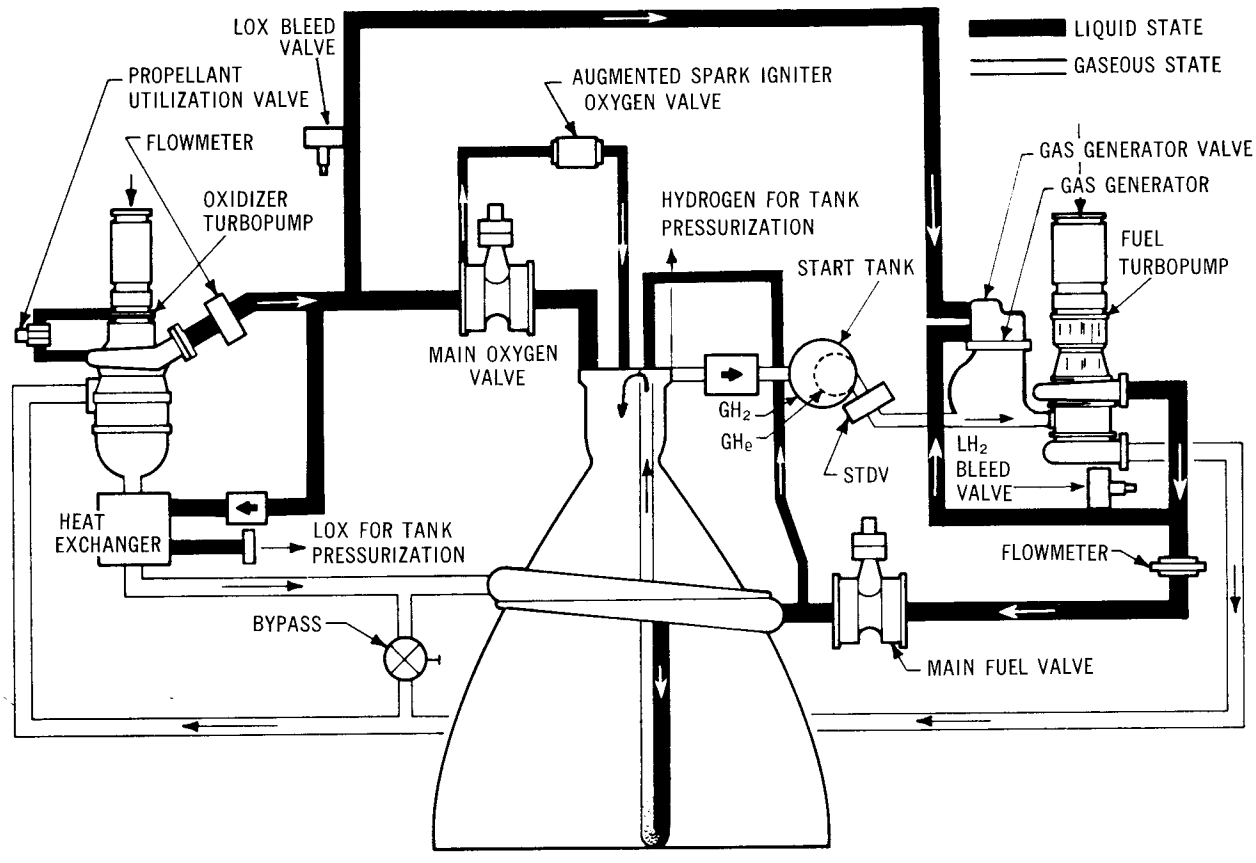
Egy ábra a J–2 hajtómű részegységeiről és a gázáramlásáról

A hajtómű központi részegysége az égéstér volt, ez szolgált a többi részegység „tartóállványaként” is. Részegységei a következők voltak: maga a harang alakú égéstérpalást, az injektor és a felső kupola, a sugáreltérítő csapágyháza és egy szikráztató berendezés. Magát az égésteret 0,30 milliméteres falvastagságú rozsdamentes acél csövekből építették fel, amelyeket függőleges kötegekbe rendeztek és összeforrasztottak, hogy egy egységet képezzenek. Maga a kamra harang alakú volt és 27,5-szeres gáztágulásnak tudott teret biztosítani és a hűtéséről a szuperhideg hajtóanyag gondoskodott. A hajtóanyag egy csőrendszeren keresztül jutott be az égéstérbe, nagyjából a kamra közepe táján, kb. 900 kPa nyomáson, ahonnan először 180 csövön keresztül a kamra felének megfelelő úton előbb lefelé haladt, majd 180 fokos fordulattal, immár 360 csövön át feljutott egészen az injektorig. Amint a hajtóanyag bejutott az injektorba, egy szikráztató berendezéssel begyújtották, amelynek révén a robbanásszerűen táguló gázok hajtóerőt kezdtek termelni.
A hajtóanyag először az injektorba jutott, amelynek az volt a feladata, hogy megfelelő módon szétoszlassa a csöveken érkező gázt a legoptimálisabb égés elősegítésére. Ehhez 614 oxidáló vájatot képeztek rajta, amelyek integráns módon kapcsolódtak az üzemanyag befecskendezőkhöz, amelyeket átfűzték és a kimenetüket pontosan a koncentrikus körökben elhelyezett oxidáló posztok felett helyeztek el. Az injektor felülete lyukacsos volt és rétegelt rozsdamentes fémhálóból alakították ki, amelyet az injektor testéhez forrasztottak. Az oxidálóanyag a felső kupolaszerkezet csövezéséből érkezett és keresztül injektálták az oxidáló posztokon, egészen az égéstérig, míg a hidrogén hajtóanyag is felülről érkezett a csöveken megtett útját követően és tüzelőanyag nyílásokba injektálták, amelyek az oxidáló posztokhoz hasonlóan, azokkal párhuzamosan szintén koncentrikus körökben voltak kiképezve. Itt végbement a két anyag keverése. Mindezek a részegységek a hajtómű legtetején kaptak helyet egy felső, lezáró kupola alatt, amely helyet biztosított mind a gázszállító csöveknek, mind pedig a rakéta irányításáért felelős vektoráló rendszer csapágyazásának, mind pedig az összekevert gázokat begyújtó szikráztatónak.
További fontos részegység volt a szikráztató. A berendezést az injektor belépő részéhez építették be és az volt a feladata, hogy begyújtsa a hajtóanyagot, amit aztán befecskendeztek az égéstérbe. Amikor a hajtóműindítási parancs megérkezett, a szikragerjesztők két gyújtógyertyát hoztak működésbe, amelyeket az égéstér két oldalára szereltek be. Ezzel egyidőben az irányítórendszer megindította a hajtóanyag és az oxidálóanyag áramlását a szikráztató felé és amint a két anyagot összevegyítették, a rendszer begyújtotta az elegyet, miközben a megfelelő gyújtást egy, a szikráztatóra szerelt gyújtásfigyelő rendszeren át figyelték meg. A szikráztató a teljes gyújtás ideje alatt folyamatosan működött és képes volt többszöri újraindításra bármilyen környezeti körülmények között.
A hajtómű tolóerejét egy, a tolóerő vektorálhatóságát (és így a rakéta irányítását) szolgáló csuklós szerkezet (gimbal) adta át a rakéta(fokozat) szerkezetének. Ezt az injektor és a felső kupola fölé, ahhoz rögzítetten szerelték be. Ez egy előfeszített (kb. 140 000 kPa nyomás, gömb alakú. belül üreges csapágyszerkezet volt. A csapágyazás egy teflon/üveggyapot borítást kapott, amely alacsony súrlódású, száraz felületet adott. A csukló kapott egy oldalsó beállító szerkezetet, amely az égéstér és a rakéta állásszögét állította be a repülési profilnak megfelelően úgy hogy a legmegfelelőbben adódjon át a tolóerő az injektor szerkezete és a rakéta teherviselő szerkezete között. A csukló úgyszintén kapott egy tengelyvéget, amellyel a tolóerő vektorálását végezhették el.

### Üzemanyag rendszer

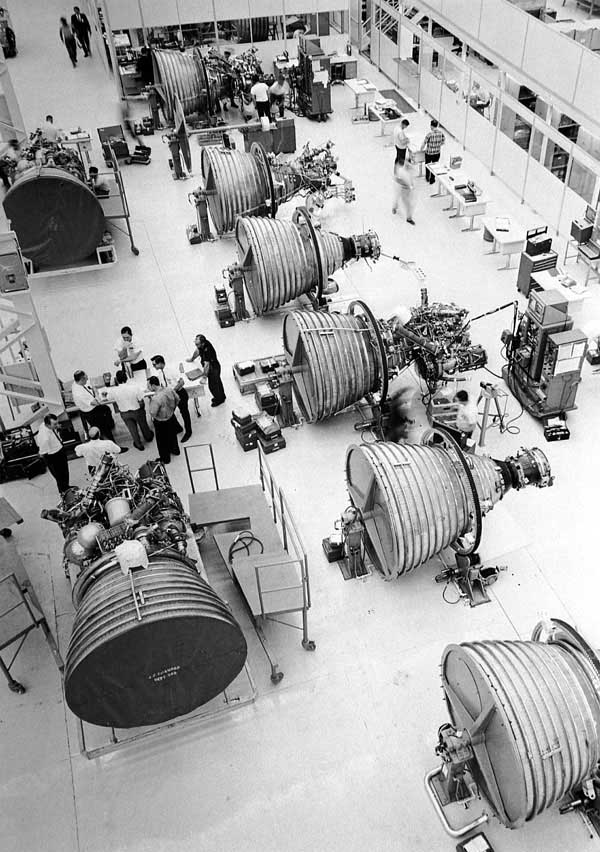
A hajtóművek gyártása a Rocketdyne-nál

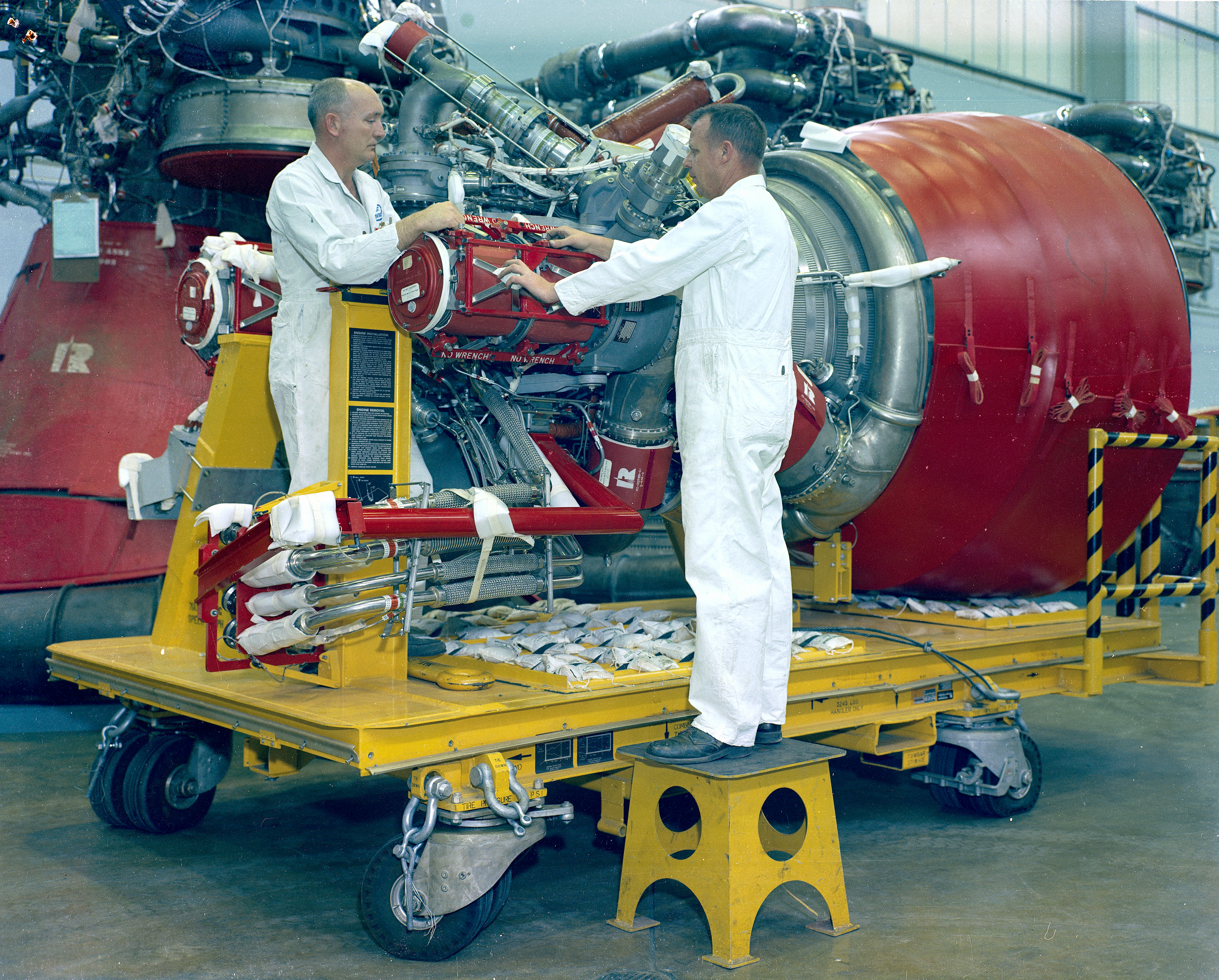
Hajtműszerelés a Marshall Űrközpontban

Az üzemanyag rendszer két különálló üzemanyag és oxidálóanyag turbószivattyúból állt, amelyet kiegészítettek még különböző szelepek (a fő hajtóanyag szelep, a fő oxidálóanyag szelep, a hajtóanyag szabályzó szelep és a hajtóanyag valamint oxidálóanyag víztelenítő szelep), valamint a hajtóanyag illetve oxidálóanyag átfolyásmérők és az összekötő csövezés.

#### Hajtóanyag turbószivattyú
A turbószivattyút, amely a cseppfolyós hidrogén üzemanyagot továbbította az égéstérbe, annak oldalára szerelték. A szivattyú egy turbinahajtású, axiális elrendezésű szerkezet volt, amely egy induktorból, egy hétfokozatú rotorból és egy állórészből tevődött össze. Ez a nagy sebességű szerkezet 27 000 fordulat/perc sebességgel működött és arra tervezték, hogy a hidrogén hajtóanyag 210 kPa nyomását 8450 kPa-ra növelje és tápláljon vele egy nagynyomású vezetéket, olyan átfolyási sebességgel, hogy az képes legyen 1600 kW-nak megfelelő teljesítményre. A turbószivattyú működését egy nagy sebességű, kétfokozatú turbina biztosította. A gázgenerátorból érkező forró gáz a turbina belépő csőrendszerébe jutott, ahol kitágult és nagy sebességgel haladt tovább az első fokozat turbinakereke felé. Miután átjutott a gáz ezen a keréken, irányt változtatva bevezették az állórész lapátjainak gyűrűje közé, ahonnan beléphetett a második fokozat turbinakerekébe. Innen a gáz turbinát a kilépő vezetékeken hagyta el. Három, sorban elrendezett dinamikus tömítés előzte meg, hogy a turbina működésénél használt folyadékok és a rakéta meghajtásához használt gázok összekeveredjenek. A nagy sebességű szerkezet csapágyazásának kenését is maga a hideg hajtóanyag biztosította, mivel semmilyen más folyadék nem lett volna megfelelő az áthaladó közeg hőmérséklete miatt.

#### Oxidálóanyag turbószivattyú
A cseppfolyós oxigént a hajtóműve továbbító turbószivattyú egy másik, a hajtóanyag szivattyújától teljesen független berendezés volt, amelyet szintén az égéstér oldalára – a hajtóanyag szivattyújával átellenes oldalára – szerelték. Felépítésében viszont teljesen különbözött a másiktól: ez a szerkezet egy egyfokozatú centrifugál szivattyú volt, direkt turbina hajtással. Ennek a szivattyúnak is az volt a feladata, hogy a főtartályokból érkező oxigén nyomását drámaian megnöveljék és nyomják be az égéstér nagynyomású csőrendszerébe. Ez a szivattyú azonban csak 8600 fordulat/perc sebességgel működött és 1600 kW teljesítményt adott le. A szivattyú és a két turbinakerék közös tengelyen került elhelyezésre (innen a direkt hajtás). A hajtóerőt, amellyel a szivattyút működtették egy két fokozatú turbina termelte, amelyet a gázgenerátorból kilépő gázok hajtottak.
A hajtómű beindulásakor a forró gáz elkezdett áramolni és belépett a fúvókákba, majd onnan az első turbinafokozat turbinakerekébe. Ahogy elhagyta ezt a turbinakereket, a turbina állórészének pengéi kissé változtattak az áramlás irányán, így áramlott tovább a gáz a második fokozat turbinakerekéhez. Innen a gáz elhagyta a turbinát és belépett a turbina kilépő csőrendszerébe, majd a hőcserélőbe és végül bejutott az égéstérbe egy csőrendszeren keresztül, ahová a hajtóanyag betáp csövei felett közvetlenül érkezett meg.

#### Hajtóanyag és oxidálóanyag áramlásmérők
A hajtóanyag és az oxidálóanyag áramlását mérő eszközök spirális szárnyakkal ellátott, rotor típusú mérők voltak, amelyeket a hajtó- és oxidálóanyag csővezetékekben helyeztek el, azok nagynyomású vezetékszakaszán. A két mérőműszer különbözött egymástól: a hidrogén áramlásmérő egy négyágú rotorral működött és 3700 fordulat/perc üzemi fordulaton működött, és egy fordulat során négy elektromos impulzus keletkezett rajta, míg a LOX mérőműszere hattollú volt és 2600 fordulat/perc sebességgel forgott, miközben egy fordulat alatt hat elektromos impulzust generált.

#### Szelepek
Az üzemanyag és az oxidálóanyag rendszerbeli áramlásának fontos alkatrészei voltak a különböző szelepek. A rendszer ezekből a következőket tartalmazta: fő üzemanyagszelep, fő oxidáló anyag szelep, hajtóanyag szabályzó szelep és oxidáló anyag víztelenítő szelep. Ezek egyidőben biztosították a gázok megfelelő időzítésű, mennyiségbeli áramlását a lehető legzavartalanabb módon.
- Fő üzemanyag szelep: a hajtóanyag-áramlást szabályozó fő egység egy pillangószelep volt, amelyet rugóerő segítségével tartottak zárt pozícióban és pneumatika segítségével nyitották üzemi állásba, illetve zárták. Elhelyezésére a hajtóanyag turbószivattyú és a belépő hajtóanyag csőrendszer között helyezték el. Ez a szelep volt felelős a hajtóanyag égéstérbe való áramlásáért. Működés közben a hajtómű indítás parancsra az indítási szakasz irányító szelepe által került nyomás alá egy pneumatikus szabályozó rendszer által és amikor ez utat nyitott, szabaddá vált a gázáramlás a hajtóanyag beömlő csőrendszer felé.[5]
- Fő oxidálóanyag szelep: az oxidálóanyag-áramlást szabályozó fő egység is egy pillangószelep volt, amelyet a másik főszelephez hasonlóan zárt pozícióban tartottak rugóerő segítségével és pneumatika segítségével nyitották üzemi állásba, illetve zárták. A főszelepnek két (első és második fokozatbeli) működtető szelepe volt, amelyeket pneumatikus úton nyitható, szabályzó mágnesszelep megnyitásával hoztak működésbe. Ezzel a megoldással el tudták érni a főszelep fokozatos nyitását (amelyet egy hőmérséklethez igazodó szabályozó rendszer is segített), és így minden hőmérsékleten való megbízható működését.[5]
- Hajtóanyag-szabályzó szelep: ennek a kiegészítő szelepnek a feladata a hajtóanyagtartályok párhuzamos és pontos ürítése volt és az oxidálóanyag turbószivattyú kilépő csigavonala mellett helyezték el. Működését elektromos úton, motorhajtással oldották meg. A működés során az üzemanyagtartályokba épített üzemanyagszint érzékelők szabályozták a szelep nyitásának állását és biztosították a tartályok tartalmának egyforma ütemű ürítését. A szabályzó szelep egy másik funkciója volt, hogy szabályozni lehetett általa a tolóerőt, mégpedig az égéstérbe engedett hajtóanyag mennyisége és ezáltal a hidrogén/oxigén keverék arányának változtatásával. Ha szelep kevesebb hidrogént juttatott az égéstérbe, akkor el lehetett érni az 5,5:1 hidrogén/oxigén keverési arányt, amely a leghatékonyabb égést biztosította és kb. 1000 kN-nal növelte meg a tolóerőt. Ezt a konfigurációt általában a repülés kb. 70%-ban alkalmazták egy tipikus Apollo repülésen. Amikor teljesen nyitott állapotba állították a szelepet, akkor a keverési arány 4,5:1-ig csökkent és rengeteg felesleges, elégetelen hidrogén is távozott a hajtóműből és a teljesítmény is lecsökkent. Ezt a repülés 30%-ban alkalmazták, hogy elkerüljék a tartályok aszimmetrikus kiürülését, illetve, ha más repülési profil mentén kevesebb hajtóerőre volt szükség.[5]
- Oxidálóanyag ürítő szelep: a rendszer utolsó szelepe egy tányérszelep volt, amelyet mind a hajtóanyag-, mind az oxidáló anyag rendszerben alkalmaztak. Normál, üzemen kívüli helyzetben rugóerővel nyitva tartott eszköz volt, amelyet a nyomás zárt be. Az összes ilyen típusú szelepet a hozzájuk tartozó turbószivattyú rendszertöltő csöveiben helyezték el a kilépő peremeknél. Ezek a szelepek tették lehetővé, hogy a hajtóanyag a hajtóanyag betápláló rendszerben cirkuláljanak, amíg a rendszer csőhálózata el nem érte az üzemi hőfokot a hajtóműindítást megelőzően, majd a beindítást követően egy elektromágnes vezérelte héliumszelep a pneumatikus szabályozó rendszerben aktiválódott és a nyomás bezárta a szelepet, amely zárva maradt a teljes további működési idő alatt.[5]

### Gázgenerátor és turbina tápláló rendszer

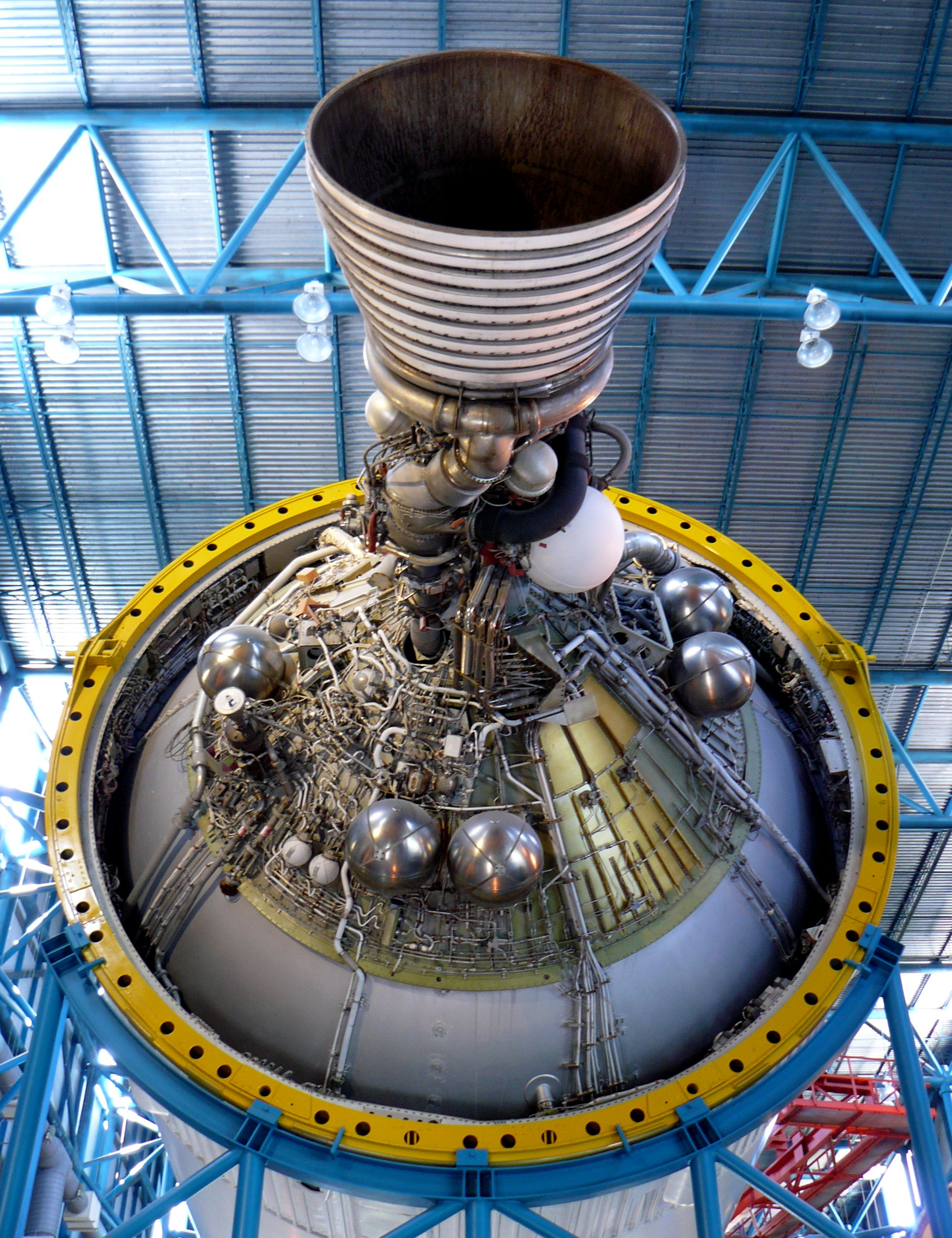
A J–2 beépítve a Saturn V rakéta második fokozatába, az S–IVB-be

A gázgenerátor, mint rendszer a következő elemekből épült fel: a gázgenerátor, a gázgenerátor szabályozó szelep, a turbina kilépő rendszere és a kilépő csőrendszer, a hőcserélő és a turbina áthidaló szelep.

#### Gázgenerátor
A gázgenerátor szerepe az volt, hogy forró gázokat termeljen a turbinák számára. Ehhez két szikravetőt építettek be, amelyek a szabályozószelepeken át érkező hajtóanyagot és oxidálóanyagot gyújtották be, majd azok onnan jutottak tovább a befecskendezőbe. Az egységet egyébként a hajtóanyag turbószivattyú csőrendszerébe integrálták, így a turbószivattyú szerkezet részét képezte, önálló feladattal. Amikor a hajtóműindítási parancs megérkezett, a gyújtógyertyákat áram alá helyezték, amelyek így képesek voltak a szikráztatásra. A szabályzószelepeken keresztülfolyó hajtóanyag átkerült a befecskendező szerkezetbe, majd onnan a égéskamra kimenetébe, mielőtt eljutott volna a hajtóanyag turbinába, majd az oxidálóanyag turbinába.

#### Szelepek
- gázgenerátor szabályozó szelep: ez egy pneumatikus működésű tányérszelep volt, amelyet alaphelyzetben rugóerő segítségével zárt állapotban tartottak és a feladata a hajtóanyagáramlás szabályozása volt a gázgenerátor injektora felé. A szelep mechanikusan kapcsolódott egy indítószerkezethez, így amikor az megkapta az indítási parancsot, pneumatikusan nyomás alá helyezte a szabályzószelepet nyitószerkezetét és egy dugattyú állította azt nyitott állásba. Amint a hajtóanyag tányérszelepe megnyílt, a dugattyú működésbe hozta az oxidálóanyag tányérszelepét is és az is megnyílt. Ahogy a nyomás megszűnt, a szelep visszazárt.
- oxidálóanyag turbina kiegyenlítő szelep: ez pedig egy tolózáras szelep volt, amelynek a feladata az volt, hogy nyitott pozícióban csillapítsa az áramlást a turbina felé annak indulásakor, míg zárt állapotban kalibrációs eszközként szolgált a turbószivattyú teljesítmény egyensúlyának beállításához. A szelep alaphelyzetben nyitott állapotban volt és az oxidálóanyag turbinába vezető csőrendszerében helyezték el és részét képezte még egy kis hajtóműharang is a kimenő oldalon.[5]

#### Turbina kilépő gázrendszer
A turbina gázkilépő rendszere egy csőből és egy „motorháztetőből” álló, egybe hegesztett fémszerkezet volt. A komponenseinél peremekre rögzített tömítéseket használtak, hogy a szerkezet légmentes legyen és a kilépő cső biztosította, hogy a turbinából kilépő gázok belépjenek az égéstér csőrendszerébe, amely az égésteret vette körbe körülbelül félúton az égéstér torka és a kilépő harang között. A gázok áthaladtak a hőcserélőn és 180 háromszög profilú nyíláson át jutottak be a csövekből az égéstér kamrájába.

#### Hőcserélő
A hőcserélő biztosította az oxidálóanyag tartály nyomás alatt tartását a repülés alatt. Erre a rendszer a Saturn V harmadik fokozat esetén héliumot, míg a második fokozat esetén magát az oxigént használta és ezeket a gázokat fűtötte a hőcserélő, hogy azok tágulásával biztosítsa a nyomást. Maga a szerkezet egy héjszerkezet volt, amelyben egy átfutó csövet, harmonikát, peremeket és a hőcserét végző tekercselést helyeztek el, miközben magát az eszközt a turbószivattyú és az égéstér között helyezték el.

### Indítótartály
A hajtómű beindításához egy külön rendszert építettek be, amely egy beépített hélium és külön hidrogéntartályt tartalmazott, amelyek felelősek voltak a beindításért. A hidrogéntartályban tárolt gázzal felpörgették a turbószivattyút, mielőtt még a gázgenerátor működésbe lépett volna, a héliumot pedig a szabályozószelepek működésbe hozásához szükséges nyomás előállítására használták. A kerek héliumtartályt egyébként a hidrogéntartály belsejébe építették, egyszerűsítendő a szerkezetet. A nagyobbik hidrogéntartály űrtartalma 118 931 cm³ volt. Mindkét tartályt külső forrásból töltötték fel a start előtt, működés közben azonban a hidrogén tartályt az égéstér ellátó csőrendszer megcsapolásával is után lehetett tölteni, hogy egy későbbi újraindítást is el lehessen végezni a Saturn V harmadik fokozata esetében.

### Irányító rendszer
Az irányító rendszer két jól elkülöníthető részből állt: a hajtóm repülése közben magát a működést mechanikai úton (szikráztatással, hajtóanyag és oxidálóanyag áramlásszabályozással) szabályozó rendszerből és az elektronikus irányító rendszerrel, amely a rendszer paramétereinek mérésével, szabályozásával befolyásolta a repülést.

#### Mechanikai szabályzó rendszer
A mechanikus szabályozó rendszer egy pneumatikus rendszer volt és egy szilárd félvezető áramkörből álló szekvenciális vezérlés irányította, amelyeket természetesen szerteágazó kábelezés kötött össze egymással, valamint a szikráztatókkal, illetve szintén kiterjedt pneumatikus vezetékrendszer hálózott össze. A pneumatikus rendszer egy nagynyomású hélium tartályból és egy regulátorból állt, valamint a vezetékekből, amelyek a regulátor által használható nyomásúra csökkentett gázt közvetítették, amelyek aztán a különböző pneumatikus működésű szelepekbe futottak be, működésbe hozva azokat. Az elektronikus szekvenciális vezérlő egy teljesen önálló rendszer volt, amely csak áramellátást és a start, illetve stop parancsokat igényelte. A start előtt a kritikus hajtómű paramétereket folyamatosan monitorozták, hogy a kellő pillanatban kiadhassák a „hajtómű készenlétben” jelzést. Ezt a jelzést követően kerülhetett sor a „Start” parancsra, amelynek hatására egy mágnesszelepekből álló sorozat lépett működésbe a megfelelő időzítéssel egymás után, így víve keresztül a hajtóművet a különböző üzemállapotok között. A hajtómű leállás után a rendszer automatikusan keresztülment egy „reset”-en és visszaállt alapállapotba, hogy az újraindítás – ha az lehetséges volt és szükség volt rá – végbemehessen.

#### Elektronikus repülésszabályozó rendszer
A rendszer egy elsődleges és egy kisegítő részből állt és mintegy 70 paraméter (nyomás, hőmérséklet, áramlások, sebesség, szelep állások) mérését végezte, illetve azok alapján képes volt beavatkozni mind a statikus hajtómű tesztindítások, mint a soron következő repülések során. A rendszer képes volt adatokat továbbítani rádiótelemetrián keresztül a földi irányítás adatrögzítői felé. A mérőrendszert úgy tervezték, hogy az a hajtómű teljes élettartamán átíveljen a statikus minősítő gyújtásoktól egészen a tényleges repülésig. A kisegítő rendszert csak a kezdeti, fejlesztési fázisban alkalmazták, miután a hajtómű igazolta az elvárt megbízhatóságot, elhagyták az alkalmazását. Ez a rendszer megfelelően rugalmas volt, hogy a tesztekhez kívánt módon paraméterekkel bővítsék a működését.

## Repülési profilja

### Startfolyamat
A hajtóművek beindításának folyamat azzal kezdődött, hogy áram alá helyezték a szikráztatókat a gázgenerátorban és az égéstérben. Ez követően két szolenoid szelep nyílt meg, az egyik a héliumszabályozáshoz, a másik a gyújtásszabályozáshoz. A hélium utat engedett a szelepen keresztül az oxigénnek az égéstér felé, az oxigénszivattyú közbenső zárórészén és a gázgenerátor oxigénvezetékén keresztül. Emellett megnyílt a hajtóanyag szelepe is és az oxigént, valamint a hidrogént egyszerre beengedte az égéstér szikráztatójához, ahonnan az már begyújtva jutott az égéstérbe.
Egy 1,3-8 másodpercig terjedő késleltetéssel (amely idő alatt a hajtóanyag a égéstérben cirkulált, az indítótartály szelepe is megnyílt és beindította a turbószivattyú pörgését. A cirkuláció hossza a Saturn V gyújtási időtartamától függött, az S-II-ben használt hajtóműveknél egy másodperces időre volt szükség, az S-IVB-ben pedig három másodperces üzemanyag keringetést alkalmaztak és nyolc másodperceset az újraindítás esetében. Egy 0,45 másodperces kivárás után az indítótartály szelepe zárt és a fő hajtóanyagszelep kinyitott.
1. Lezárt a gázgenerátor és az égéstér héliumáramoltatása
2. Kinyitott a gázgenerátor szabályzó szelep (a forró gázok továbbáramoltak és meghajtották a turbószivattyút)
3. Kinyitott a fő oxidálóanyag szelep előbb az első pozíciójába (14 fokig nyitott állapotig), engedve, hogy a cseppfolyós oxigén begyulladjon a hajtóanyaggal elegyedve és keresztülhaladjon az injektoron
4. Lezárt az oxidálóanyag turbina elkerülő szelepe (a start elején az oxidálóanyag egy részét elvezették)
5. Fokozatosan megcsapolták a nyomást az oxidálóanyag szelep zárt oldalán levő pneumatikus szabályzó által, hogy biztosítsák a minél simább átmenetet a startfolyamat és a normál üzemi (repülési) fázis között[5]

Lekapcsolták a szikráztatók áramellátását és a hajtómű normál tolóerőn kezdett működni. A kezdeti fázisban emellett a hidrogén indítótartályt újratöltötték a fő hajtóanyagtartály készleteiből, hogy amennyiben újraindítást tervezek a hajtóművel, az végbe tudjon menni. A hidrogéntartályt ismét nyomás alá helyezték az égéstér hajtóanyag csőrendszerének megcsapolásával az égéstérben levő, immár magasabb hőmérsékletű hidrogéngáz segítségével.

### Repülési fázis
A repülési fázisban a hajtómű tolóereje 780 kN és 1000 kN között volt változtatható a hidrogén-oxigén keverési arány változtatásával (az oxidálóanyagból minél több felesleget kevertek be, annál jobban csökkent a tolóerő, miközben elégetlen oxigén is keletkezett a hajtómű gázsugarában), amelyet az oxidálóanyag felhasználási szelep állásának változtatásával értek el. Ezzel a módszerrel lehetett finomhangolni a megkívánt pályaprofilt, vagy a feljuttatandó hasznos teher tömegét.

### Leállás
A hajtómű leállítására repülés közben még az előtt sort kellett keríteni, hogy az üzemanyag és oxidálóanyag kifogyott volna, megelőzvén, hogy a hajtómű „rángatva” álljon le. Ennek érdekében a leállítási parancs elektromos jel formájában érkezett és bezárta a repülési és indítási fázisban használt hajtóanyag és oxidálóanyag szolenoid szelepeit, amellyel a gázáramlás megszűnt.

### Újraindítás
A J–2 Saturn V rakéta harmadik fokozatban való alkalmazásának egyik előfeltétele volt, hogy a hajtómű újraindítható legyen (szemben a kor többi hajtóművével, amelyek mind egyszer használatosak voltak). Ezt úgy oldották meg, hogy az indítótartályt repülés közben – amikor a hajtómű már elérte a stabil működési tartományát – újratöltötték egy elvezető csőrendszeren keresztül a fő hidrogéntartályból (a másik, indításhoz szükséges komponens, a hélium újratöltésére nem volt szükség, mivel abból eleve három indításhoz szükséges mennyiséget vitt magával az S–IVB). A hajtómű újraindítása előtt az ún. ülepítő hajtóműveket beindították, hogy a tartály aljában gyűjtsék össze a hajtóanyagot (az újraindításra mindig Föld körüli pályán, súlytalanságban került sor, így a hajtóanyag addigra cseppekre vált a tartályban, ezeket kellett ismét egyesíteni). Ekkor kinyitották az indításkor is használt szelepeket és a hidrogén, illetve oxigén a szokott módon kezdett el cirkulálni a hajtóműben, majd elindult a startfolyamat. Az előző leállítás és az újraindítás között minimum 1,5 órának kellett eltelnie, de maximum 6 órának, amely a holdi indítási ablak eléréséhez szükséges Föld körüli keringések időtartamából adódott.

## A hajtómű alkalmazása

### Saturn IB tesztrepülések
A J–2 fejlesztése kapóra jött a minél nagyobb rakéta tolóerő lázában égő NASA-nál, ahol bármilyen továbblépés nagyobb űrhajót, rakétát tett szükségessé, kiváltképp, amikor a Holdra szállás igénye is megjelent. A kezdetben 890 kN tolórerejű, az RL–10-et váltó J–2 ráadásul jól adaptálható volt a tesztfázisban levő Saturn I rakéták S-IV fokozatában, kiváltva a 6 RL–10-est így döntés született, hogy a szintén születőfélben levő Saturn rakétacsaládot bővítsék és hozzák létre az S-IVB rakétafokozatot és így jöjjön létre egy új rakétavariáns, a Saturn IB.
A fejlesztés olyannyira folyamatos volt, hogy mindössze 7 hónap telt el az utolsó Saturn I és az első Saturn IB repülés között. Míg azonban a Saturn I tesztjei a legtöbbször inkább voltaka  hordozóeszköz próbái, amelyben kis részben már az űrhajót és más műholdak felbocsátását tesztelték, addig a Satun IB rapüléseinél inkább a hasznos tömegként funkcionáló Apollo űrhajón volt a hangsúly annak ellenére, hogy maga a hordozóeszköz is tartalmazott új, tesztelendő elemeket, például magát a J–2 hajtóművet a második S–IVB fokozatában. Elsőként az AS–201 (később az elnevezését hivatalosan Apollo–2-re változtatták) startolt 1966. február 26-án elsőre csak egy szuborbitális űrugrásra az első CSM–002 jelű Block I sorozatú űrhajóval. Mind a rakéta (benne az új hajtóművekkel), mind az űrhajó repülése a terveknek megfelelő volt. A következő repülés az AS–203 volt 1966. július 5-én. Ekkor a J–2 újraindíthatósága volt a tesztek egyik legfőbb célja, amelyhez ráadásul meg kívánták figyelni egy kamerával a tartályokban maradt hajtóanyag viselkedését a súlytalanság körülményei között. A teszteket ismét siker koronázta. A legutolsó teszt az AS–202 (Apollo–3) volt, amelyen immár nem a rakéta teljesítményére voltak kíváncsiak, hanem újra az Apollo űrhajót fogták teszt alá, ismét egy szuborbitális repülésen. 1966. augusztus 25-én szállt fel Cape Canaveral-ről a CSM–011 a Saturn IB hátán és ismét tökéletes tesztprogramot futott velük a NASA. A legutolsó tesztrepülésre Az Apollo–5-tel került sor, amikor ismét egy újdonság, az éppen elkészült holdkomp prototípus debütált. A Saturn IB az LM–1 jelű első, még kísérleti holdkomp példányt szállította Föld körüli pályára 1968. január 22-én. A tesztprogram immár semmilyen rakétára vonatkozó tesztcélt nem tartalmazott, kizárólag az új holdkompra koncentrált, amelyet végül sikerrel próbáltak ki.

### Saturn IB éles repülések
A Saturn IB rakéták – és bennük a J–2 hajtómű – alkalmazása az Apollo–7-tel fordult élesbe, amikor az immár ember vezette első repülésre került sor 1968. október 22-én, igaz még mindig csak az Apollo-program tesztfázisában. Erre a repülésre a rakéta tesztelését már befejezettnek tekinteték, kizárólag az Apollo parancsnoki és műszaki egység alkalmasságát volt hivatott bizonyítani a tesztrepülés. Ennek megfelelően a Saturn IB minden probléma nélkül állította pályára a a CSM–012 jelű Apollo űrhajót, hogy a Wally Schirra, Donn Eisele és Walt Cunningham alkotta legénység tizenegy nap alatt teljes sikerrel.elvégezhesse az űrhajó berepülését.
Az első emberes Apollo repülést hosszabb szünet követte a Saturn IB-vel – miközben a J–2 alkalmazása a rakéta nagy testvérével, a Saturn V-tel még inkább kiteljesedett –, hogy aztán a Skylab-programban vegyék elő megint az amerikai űrállomáshoz közlekedő Apollo űrhajók feljuttatására. Ebben a programban összesen három alkalommal repült a rakéta, a Skylab–2, a Skylab–3 és a Skylab–4 expedíción 1973. május 25. és 1973. november 16. között, mindhárom alkalommal eredményes, repülési esemény, vagy meghibásodás nélküli teljesítményt nyújtva.
A következő és a Saturn IB, benne a J–2 hajtómű utolsó felhasználására 1975. július 15-én került sor, amikor hosszas politikai és műszaki előkészítés után elstartolt az első nemzetközi űrprogram, a Szojuz–Apollo-program amerikai résztvevője, Tom Stafford, Deke Slayton és Vance Brand űrhajósokkal a fedélzeten. A  rakéta utoljára is tökéletesen teljesített, hogy aztán a programot is teljes sikerrel vigyék végig az űrhajósok orosz társaikkal, Alekszej Leonovval és Valerij Kubaszovvalegyütt. Ezzel a repüléssel zárult a J–2 hajtómű végig sikeres pályafutása.

### Saturn V repülések

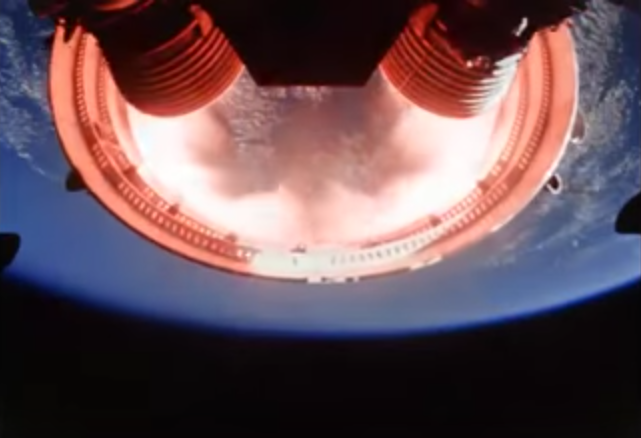
A Saturn V fokozatleválasztásakor beindulnak a második fokozat J–2-esei

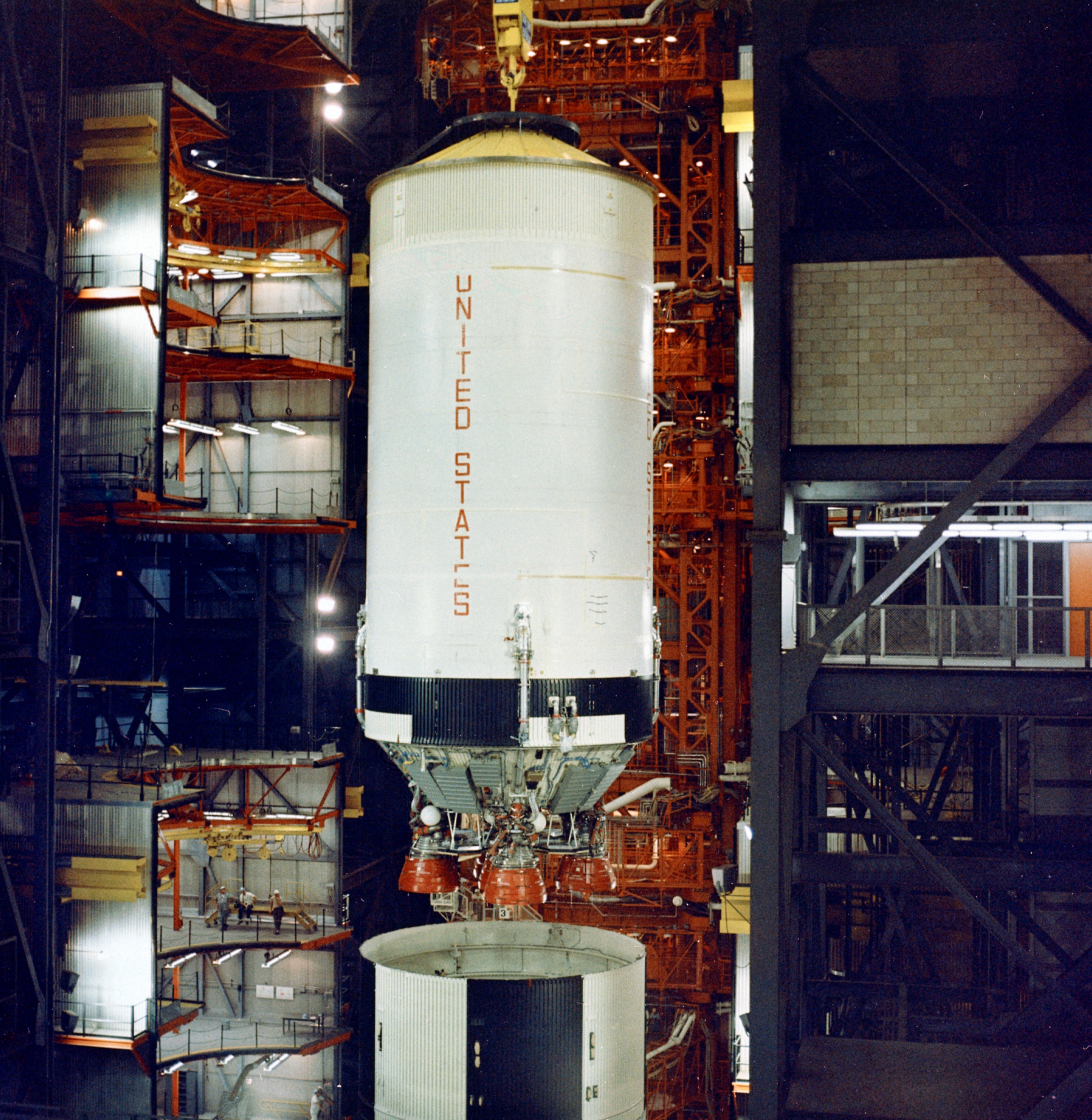
Az Apollo–6 S–II fokozatát emelik a helyére a rakéta végszerelésénél, jól láthatóak a rakétafokozat hajtóművei

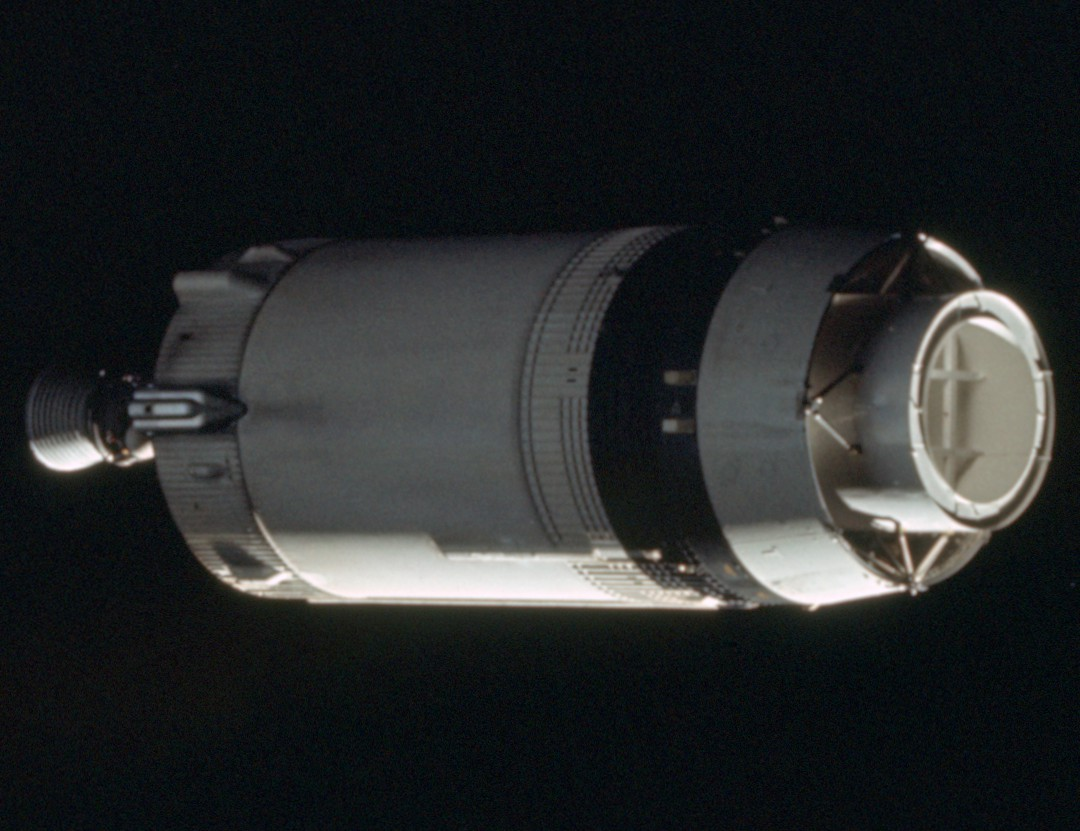
Az Apollo–8 S–IVB fokozata az űrben a holdirányú manővert követően, amelynek főszereplője az újraindítható (félig megvilágított) J–2 volt

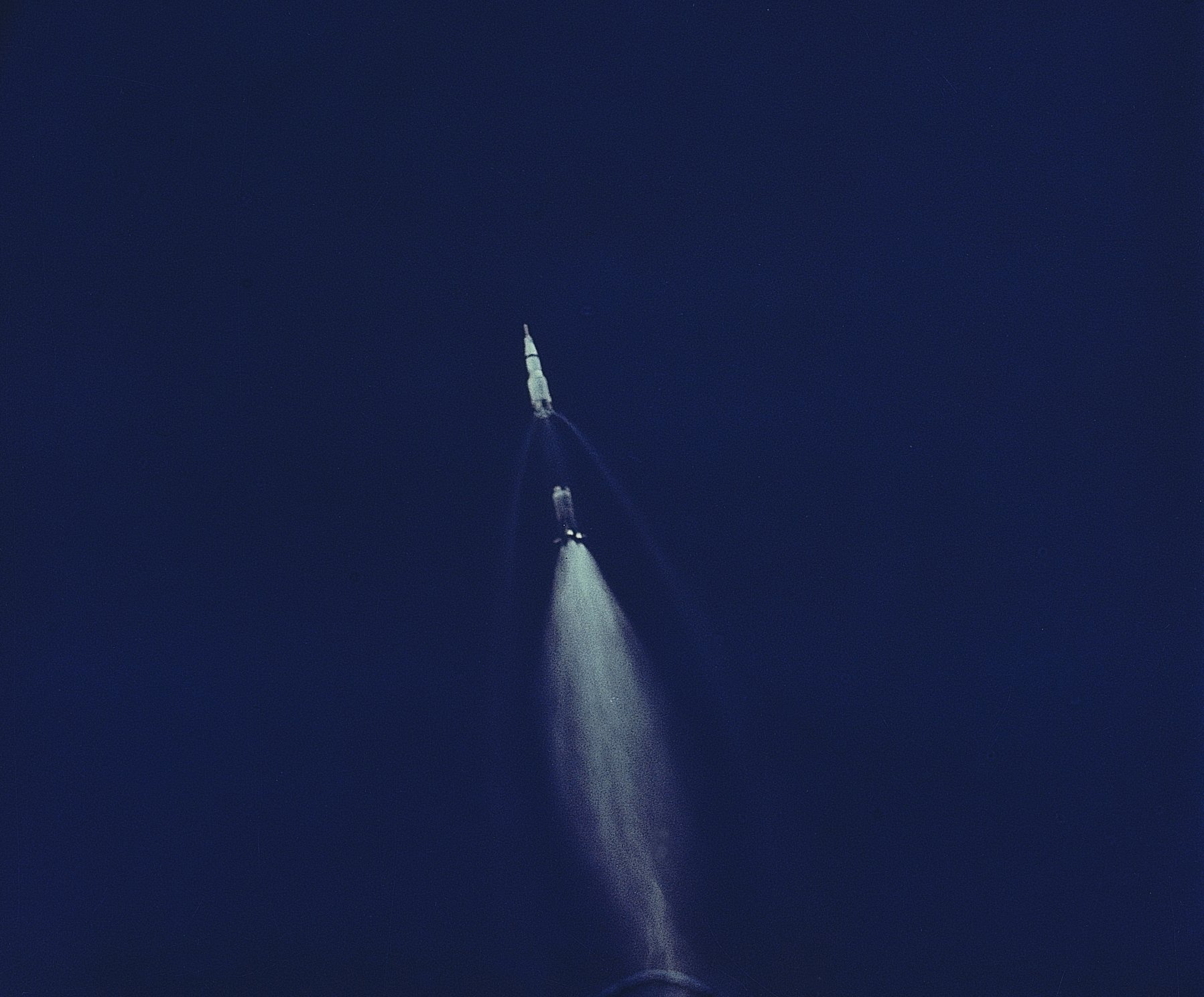
A történelmi Apollo–11 felszállása, annak is az a pillanata, amikor a fokozatleválás után beindultak a J–2 hajtóművek

A J–2-es hajtóművek használatának kiteljesedése a Saturn V rakéták alkalmazásával érkezett el, mivel a Saturn IB egyetlen J–2-esével szemben az óriásrakétával egyszerre hat darabot alkalmaztak (5 db-ot a második S-II és további 1 db-ot a harmadik S-IVB fokozatban) ráadásul a harmadik fokozatban immár szükség volt a J–2 újraindíthatósági képességeire is. Az első alkalmazást az Apollo–4 startja jelentette, amikor a NASA egy új tesztfilozófiát, az ún. „mindent egyszerre” (all-up) technikát is bevetette, amely azt jelentette, hogy minden rakétafokozat teljes értékű volt és egyetlen repülésen az egész rendszert letesztelték. Az Apollo–4 1967. november 9-én startolt Cape Kennedy-ről. Az első rakétateszt során a Saturn V tökéletesen működött, rendben pályára állította az Apollo űrhajót, amely aztán három és fél Föld körüli fordulatot tett és a repülés végén a Csendes-óceánon, a Midway-szigetek mellett szállt vízre, amellyel a NASA sikeresnek minősíthette a holdrakéta első felszállását.
Az első sikert további tesztrepülések követték, amellyel kezdetét vette egy sorozat amelyben a Saturn V kisebb-nagyobb hibákkal – bár így is kielégítő repülési teljesítménnyel repült. A legnagyobb hibákat mindjárt a második tesztrepülésen, az Apollo–6-on figyelhették meg a mérnökök, annak 1968. április 4-i repülésén. A Cape Kennedy 39A indítóállásából startoló óriásrakéta repülésének során az első fokozatban a repülés második percében oszcilláló nyomásváltozások – ún. „pogo-oszcilláció” – keletkeztek az F–1 hajtóművekben, amely a rakéta rángatásához vezetett. A problémák folytatódtak a fokozatleválás után az S–II fokozat J–2-eseinek beindulása után is, ezeket a hajtóműveket is a pogo-oszcilláció sújtotta. A probléma olyan súlyos volt, hogy a rakéta irányító egysége, az IU le is állította a 2-es hajtóművet a repülés 412. másodpercében. 2 másodperccel később a 3-as hajtómű is leállt, az így kieső meghajtást csak a megmaradt három hajtómű tovább égetésével sikerült valamelyest kompenzálni. A hibákból kijutott a harmadik fokozat repülési fázisára is. Ezen a repülésen kívánták először kipróbálni a J–2 újraindíthatóságát is, ám a hajtómű az újraindítási parancsra néma maradt, nem sikerült az újraindítás. A rakétára szerelt Apollo űrhajó a tervezettől lényegesen eltérő pályára áll. A teszt sok tekintetben sikertelenül végződött, a Wernher von Braun vezette rakétatervező csapatnak sok munkája támadt, hogy a felmerült hibákat kiküszöböljék.
A soron következő repülés egyszerre volt tesztrepülés és történelmi küldetés a Hold elsőkénti, emberekkel való elérésével a NASA számára. A teszt arra vonatkozott, hogy sikerült-e a rakétatervező csapatnak kiküszöbölni az előző repülésen jelentkezett hibákat. Az Apollo–8 1968. december 21-én startolt. Az emelkedés során, a második fokozat működése közben ismét jelentkezett a pogo-oszcilláció az S–II J–2 hajtóműveiben, szerencsére sokkal kisebb mértékben, mint az Apollo–6 esetében. Bill Anders, az expedíció holdkomp pilótája úgy írta le a jelenséget, „mintha öreg vonat futott volna ócska síneken”. Az űrhajó a hiba ellenére megfelelő Föld körüli parkolópályára állt, ahonnan a legénység az egyetlen J–2 újraindításával elindíthatta a TLI-t (Trans Lunar Injection – Hold irányú Hajtóműindítás), amely ezúttal tökéletesen sikerült. Ezzel a Saturn V hibáit nagyrészt kiküszöböltnek tekinthették, még ha valamennyi – tolerálható szinten belül – meg is maradt belőlük.
A következő tesztrepülés az Apollo–9 volt, amelyen a holdkomp Föld körüli pályán, emberekkel való berepülését célozták meg. A repülés 1969. március 13-án indult és ez a start sem volt mentes a további problémáktól: S–II beindulását követően nagyjából hétperces repülés után ismét jelentkezett a jó öreg pogo oszcilláció probléma, mint az előző összes Saturn V repülésen. A vibráció rosszabb volt, mint az Apollo–8-on tapasztalt, de az űrhajósok nem panaszkodtak. 11 perc 13 másodperc elteltével aztán az S–IVB egy 190 kilométer magas körpályára lökte az űrszerelvényt, amelyet követően kisebb, elsősorban egészségügyi problémákkal tarkított, de sikeres berepülési programot mutattak be az űrhajósok. Ezt követte 1969. május 18-án az Apollo–10, amelyet „a Holdra szállás jelmezes főpróbájaként” írtak le a NASA-nál, azaz az űrhajósok elrepültek a Holdig, pályára álltak körülötte, majd a holdkomppal leszállási manővereket szimuláltak, anélkül, hogy leértek volna a holdfelszínre, végül hazatértek.  A felszállás nem várt szenzációt hozott: a Gemini indításokhoz szokott legénység borzasztó rázkódást érzékelt. A rakétán újra előjött a korábbi repülések pogo oszcillációja mindjárt az első fokozat emelkedése közben. A vibráció olyan erős volt, hogy a műszerek képe összefolyt a legénység szeme előtt és amikor Stafford jelenteni akarta a rendellenességet az irányításnak, képtelen volt összefüggő szavakat formálni. A fokozatleválás után a jelenség az S-II-vel is folytatódott és csak a pályára állás után simult ki a repülés. A legénység komolyan aggódott, hogy a rázkódás kárt tehetett az űrhajójukban, vagy a holdkompban.
Ezt követően következett az Apollo-program csúcspontja, az Apollo–11 holdra szállása 1969. július 20-án. A történelmi repülés startjára 1969. július 16-án került sor Cape Canaveral-en és a krónikák ezúttal nem jegyeztek fel rendellenességet a start során, később Neil Armstrong és Buzz Aldrin sikerrel hajtotta végre az első Holdra szállást Eagle nevű holdkompjukban (miközben Michael Collins Hold körüli pályán várta a parancsnoki modulban társai visszatérését a holdfelszínről. A sikeres Holdra szállást követően kissé irányt váltott az Apollo-program, a tudományos kutatások és felfedezések felé terelődött és ennek jegyében szállt fel az Apollo–12 1969. november 14-én. A start során ismét nem merült fel hajtóműprobléma, ám az emelkedés más miatt lett emlékezetes: villám csapott az emelkedő űrhajóba – kétszer is – megvakítva annak navigációs rendszerét. A hibát egy technikai bravúrral sikerült elhárítani és Pete Conrad, Alan Bean és Dick Gordon sikerrel teljesítette a második leszállást a holdfelszínre. A sorozatban startoló holdűrhajók következő példánya az Apollo–13 jelzést kapta és 1970. április 11-én startolt, hogy meghódítsa a Hold Fra Mauro térségét. Jim Lovell, Jack Swigert és Fred Haise számára a start ismét elhozta a visszatérő problémát, amelyben ismét az S–II fokozat és a J–2 típushibája jött elő. A második fokozat gyorsította már a rakétát, amikor nagyjából négy percnyi gyorsítás után, két perccel a tervezett idő előtt leállt az S-II középső hajtóműve. A J–2 hajtóműben oszcilláló nyomásváltozások, ún. pogo-oszcilláció keletkezett, pontosan olyanok, amelyek az Apollo–6 próbarepülést sikertelenné tették. A nyomásváltozások miatt a hajtómű olyan heves rázkódást okozott, hogy hajtóműkeret 76 mm-rel elferdült (mérések szerint a vibráció 68 g erejű volt, 16 Hz frekvencián). A leállt hajtómű miatti meghajtás kiesést a megmaradt négy hajtómű tovább működtetésével kompenzálták, így az űrhajó rendben pályára állt. A repülés később  fázisában bekövetkezett az emlékezetes oxigén tartály robbanás, amely kudarcba fullasztotta az expedíciót, bár a legénység szerencsésen megmenekült.
Az egyre gyarapodó tapasztalatok alapján az utolsó repülésekre technológiailag is mintegy beérett a program és a továbbiakban a Saturn V és a benne helyet kapott J–2 oldaláról nem merült fel semmiféle különösebb probléma. Az Apollo–14 1971. július 26-án startolt Alan Sheparddal, Stu Roosa-zal és Ed Mitchell-lel, hogy az Apollo–13 sikertelen kísérlete után ők hódítsák meg a Fra Mauro-t. A néhány kisebb hibával tarkított leszállást követően Shepard és Mitchell végrehajtotta a program utolsó gyalogos holdfelderítését, bár a sikert néhány a legénység részéről elkövetett hiba tarkította. A következő repülés, az Apollo–15 technikai ugrást jelentett, mivel Dave Scott, Jim Irwin és Al Worden már magával vihette a holdjárót is így egy járművel járhatták be a Hold Hadley-Appenninnek térségét, a program egyik legnagyobb sikerét hozó repülésen 1971. július 26-án. A soron következő Apollo–16 repülése ismét egy holdjárós expedíció volt, amelyen John Young, Ken Mattingly és Charlie Duke a Descartes kráter térségét fedezte fel 1972. április 16-án kezdődő útjukon. Leszámítva a holdi leszálláskor a parancsnoki űrhajóban fellép kisebb problémát, az űrhajósok ismét sikeres expedíciót teljesítettek. A holdprogram fináléjára az Apollo–17 1972. december 7-i felszállásával került sor, amikor Gene Cernan, Jack Schmitt és Ron Evans a Taurus-Littrow-völgy felfedezésére indultak. Az utolsó holdjárós expedíció hozta a legteljesebben végrehajtott műveleteket és talán a legnagyobb sikert a program történetében.
A Saturn V utolsó repülésére egy egészen más szerepben került sor. A már kipróbált óriásrakétának az első amerikai űrállomást, a Skylabet kellett Föld körüli pályára állítani, amely nagyobb átalakítást vont maga után. A pályára állítást csak az első két fokozattal végezték el, míg a harmadik, S–IVB fokozat helyén az éppen abból kialakított hatalmas űrállomás kapott helyet. Így ebben a konfigurációban eggyel kevesebb J–2 hajtómű vett részt, mivel a harmadik fokozat nem a repülést szolgálta, nem volt hajtóműve, hanem maga volt a „rakomány”, így csak az S–II fokozat öt hajtóműve dolgozott ezúttal. Az űrállomás felbocsátására 1973. május 14-én került sor és váratlanul kis híján kudarcba fordult. A rakéta első fokozatának rendellenes működése miatt az űrállomás külső burkolata leszakadt, magával rántva a hővédő burkolatot és az egyik napelemtáblát is. Az S–II fokozat működésében ezúttal sem volt hiba. Később a hibát kijavították és három legénységgel sikeresen futtatták az USA első űrállomás programját. A repülés végén mind a Saturn V, mind a J–2 hajtómű nyugdíjba vonult.

## Fordítás
- Ez a szócikk részben vagy egészben  a   Rocketdyne J-2 című angol Wikipédia-szócikk ezen változatának fordításán alapul.  Az eredeti cikk szerkesztőit annak laptörténete sorolja fel. Ez a jelzés csupán a megfogalmazás eredetét és a szerzői jogokat jelzi, nem szolgál a cikkben szereplő információk forrásmegjelöléseként.